# 内藤博敬
内藤 博敬（ないとう ひろたか、1968年3月9日 - ）は、日本の生物学者（衛生化学・食品衛生学・環境衛生学・細菌学・ウイルス学・リスク学）。学位は博士（学術）（岡山大学・2008年）。静岡県立農林環境専門職大学生産環境経営学部教授。

## 概要
衛生化学、食品衛生学、環境衛生学、細菌学、ウイルス学、リスク学などを専攻する生物学者、環境学者である。静岡県立大学環境科学研究所の助手や助教を経て、食品栄養科学部の助教となった。2020年、静岡県立農林環境専門職大学に転じ、生産環境経営学部で准教授に就任し、2024年に教授へ昇任した。また、ヘルスケアプランナー検定協会や日本機能水学会の理事や、日本医療・環境オゾン学会の副会長などを歴任した。

## 来歴

### 生い立ち
1968年、東京都新宿区生まれ。東京学芸大学附属竹早小学校、同中学校から日本大学豊山高等学校に進学する。日本大学に進学し、理工学部の薬学科（衛生化学研究室）にて学んだ。1991年に日本大学を卒業すると、静岡県立大学大学院に進学した。大学院では、生活健康科学研究科の環境物質科学専攻にて学び、1993年に修士課程を修了した。なお、のちの2008年に、岡山大学から博士（学術）の学位を授与されている。

### 研究者として
大学院の修士課程修了後、静岡県立大学に採用され、大学院生活健康科学研究科にて環境物質科学専攻の助手に就任した。あわせて、1997年に設置された環境科学研究所の助手を兼任することとなった。2007年に環境科学研究所の助教となり、大学院の食品栄養環境科学研究院（旧・生活健康科学研究科）環境科学専攻（旧・環境物質科学専攻）の助教を兼任することとなった。さらに、看護学部で講義を担当する他、静岡県立大学短期大学部で2013年度まで、看護学科の講師を非常勤で兼任していた。また、静岡理工科大学理工学部および、湘南看護専門学校、JAするが看護専門学校、静岡県中部看護専門学校でも非常勤講師を務めている。2014年、静岡県立大学の食品栄養科学部にて環境生命科学科が発足したことにともない、本務が環境科学研究所の助教から食品栄養科学部の助教に変わることになった。2020年3月31日、静岡県立大学の助教を退任した。同年4月より、静岡県が新設した静岡県立農林環境専門職大学に転じ、生産環境経営学部の准教授として着任、2024年4月1日付で教授に昇任した。主として生産環境経営学科の講義および実習を担当する。

## 研究活動
専門は衛生学であり、特に微生物学（細菌学、ウイルス学、真菌学、寄生虫学）さらにプロテオミクスなどの分野を中心に研究している。また、静岡県立大学COC事業の1課題として、分野に固執しないリスク教育、リスクコミュニケーションに関する研究を経営情報学部上野雄史らとともに試行しており、連携研究者とともにプログラム制作に取り組んでいる。
具体的には、殺菌やウイルス不活化に纏わる研究に取り組んでいる。抗菌コーティング剤やウイルス対策コーティング剤の改良や性能評価に取り組んでおり、それらのコーティング剤は関西国際空港などにも採用されている。そのほかにも、養殖環境下における感染症についての研究を行っている。商社やベトナムの現地企業と連携し、水産養殖における甲殻亜門への感染症対策に取り組んでいる。また、高機能微生物や光触媒といった領域の技術を応用することで、実社会への成果の還元を試みている。東日本大震災の際には、日本ワンディッシュエイド協会より要請を受けて被災地の環境調査にあたった。断水中の避難所を調査し、エタノールによる消毒が効かない芽胞形成菌を多数確認した。この結果を受け、内藤は「断水中のほかの避難所でも同じ状況と考えられる。毒性の強い芽胞形成菌が出てもおかしくない衛生状態にあり、（除菌に有効な）次亜塩素系の消毒も必要だ」と提言した。本来、芽胞形成菌は水道水で洗い流せば除去できるが、断水中の場合はそれが難しいため、取り扱いに注意を要するとの断りを入れたうえで次亜塩素系消毒薬を使用する方法を紹介している。近年では、これらの流れから衛生学へと立ち戻り、食中毒や水処理対策の一つとして「機能水」に着目して研究を行っている。中でも、水産養殖で培ったオゾン消毒の知識・技術や、オゾン水の消毒効果、評価法の策定などに取り組んでいる。
研究対象とする内容が多岐にわたることから、所属する学会も日本医療・環境オゾン学会、日本機能水学会、日本オゾン協会、環境科学会、東海公衆衛生学会、日本環境感染学会などに現在も所属し、日本ウイルス学会、日本細菌学会、日本薬学会、日本分子生物学会、日本エイズ学会、日本環境変異原学会、極限環境微生物学会などにも所属していた。

## 音楽活動
また、研究活動以外の活動として、タレントの浅田好未がプロデュースした胎教用のCDアルバムにて、スペシャルアドバイザーを務めている。内藤は「胎教は、まだまだ明らかになっていないことが多く有ります」と指摘したうえで、「科学的に検証されている内容についてアドバイスしました」と説明し、あくまで科学的な裏づけがある内容についてのみ助言したとしている。

## 執筆活動
微生物、および、感染症の啓発を目的とし、月刊誌『ドクターズプラザ』にて、2010年9月号より「微生物・感染症講座」を執筆している。また、日本医学交流協会医療団の協力の下でドクターズプラザが発行するメールマガジン『DRP Online Magazine』においても、コラム「内藤博敬の健康彼是」を連載していた。
また、『静岡市民文芸』においては、「感染子」で小説部門の奨励賞を受賞している。

## 人物
微生物学者であるが、初級システムアドミニストレータの資格を持つ。研究、教育活動のみならず、地域啓発活動として静岡科学館るくるなどと連携してサイエンスコミュニケーションの普及活動にも精力的に取り組んでいる。静岡県立大学では、感染症防止対策委員、ハラスメント防止対策委員など全学委員を務め、特にハラスメント対策では全学のハラスメント相談員のトップを2015年度より7年に渡って務め、ハラスメント防止対策委員も兼任した。静岡県立農林環境専門職大学では、2024年の教授昇任とともに研究推進委員長、将来構想策定部会長に着任した。

## 略歴
- 1968年 - 誕生。
- 1974年 - 草苑学園草苑幼稚園卒園。
- 1980年 - 東京学芸大学附属竹早小学校卒業。
- 1983年 - 東京学芸大学附属竹早中学校卒業。
- 1986年 - 日本大学豊山高等学校卒業。
- 1991年 - 日本大学理工学部卒業。
- 1993年 - 静岡県立大学大学院生活健康科学研究科修士課程修了。
- 1993年 - 静岡県立大学環境科学研究所、生活健康科学研究科助手。
- 2007年 - 静岡県立大学環境科学研究所助教。
- 2008年 - 静岡県立大学短期大学部非常勤講師兼任（2014年3月まで）。
- 2010年 - 静岡理工科大学理工学部物質生命科学科非常勤講師兼任。
- 2012年 - 一般社団法人ヘルスケアプランナー検定協会理事。
- 2014年 - 静岡県立大学食品栄養科学部助教。
- 2014年 - 湘南看護専門学校非常勤講師兼任。
- 2015年 - JAするが看護専門学校非常勤講師兼任。
- 2015年 - 静岡県中部看護専門学校非常勤講師兼任。
- 2020年 - 静岡県立農林環境専門職大学准教授。
- 2023年 - 静岡市立清水看護専門学校非常勤講師兼任。
- 2023年 - 静岡市立静岡看護専門学校非常勤講師兼任。
- 2024年 - 静岡県立農林環境専門職大学教授

## 賞歴
- 2011年 - 静岡市民文芸小説部門奨励賞。
- 2011年 - Award for Excellence to Authors Publishing in Bioscience, Biotechnology, and Biochemistry in 2010.
- 2019年 - 静岡県立大学「ふじのくに」みらい共有センター 地域みらい研究賞
- 2019年 - 日本オゾン協会 第26回表彰 論文奨励賞
- 2022年 - 日本オゾン協会 第29回表彰 論文奨励賞
- 2023年 - 日本オゾン協会 第30回表彰 論文賞

## 著作
- ヘルスケアプランナー教本, 中巻 第8章 病気の知識②, 第4節 感染症の知識, p224-247, 日本医学交流協会医療団 監修（2018年,5月31日 発刊）
- オゾン利活用事例集, オゾン水における添加剤の役割, ｐ48－52, 中室克彦, 小阪教由, 内藤博敬, 錦 善則（編集）（2018年,10月24日 発刊）
- オゾン利活用事例集, 食品加工におけるオゾン, ｐ103－105, 中室克彦, 小阪教由, 内藤博敬, 錦 善則（編集）（2018年,10月24日 発刊）
- オゾン利活用事例集, 漁業・養殖への応用, ｐ110－113, 中室克彦, 小阪教由, 内藤博敬, 錦 善則（編集）（2018年,10月24日 発刊）
- オゾン利活用事例集, オゾン水の殺菌効果評価法, ｐ126－128, 中室克彦, 小阪教由, 内藤博敬, 錦 善則（編集）（2018年,10月24日 発刊）
- リスク学辞典, リスクリテラシー向上のためのリスク教育, p618-623, 丸善出版（2019年,6月21日 発刊）

### 寄稿
- Tamotsu Morita, Hirotaka Naitou and Etsuo Oishi, "Mutagenicity of Condensed Pyridazines with Different Substituents", Biological & pharmaceutical bulletin, Vo.18, No.2, Pharmaceutical Society of Japan, February 15, 1995, pp.363-367. ISSN 0918-6158.
- Hirotaka Naitou, et al., "Quantitative Detection of Human Immunodeficiency Virus Type 1 (HIV-1) RNA by PCR and Use as a Prognostic Marker and for Evaluating Antiretroviral Therapy", Biological & pharmaceutical bulletin, Vo.20, No.12, Pharmaceutical Society of Japan, December 15, 1997, pp.1317-1320. ISSN 0918-6158.
- Hirotaka Naitou, et al., "Qualitative and Quantitative Detection of Cytomegalovirus DNA in Sera by PCR as a Clinical Marker", Biological & pharmaceutical bulletin, Vo.21, No.12, Pharmaceutical Society of Japan, December 15, 1998, pp.1371-1375. ISSN 0918-6158.
- Hirotaka Naitou, et al., "Quantification of a Very Low Level of Serum Human Immunodeficiency Virus Type 1 (HIV-1) RNA Using Competitive PCR at Intervals and the Clinical Course", Biological & pharmaceutical bulletin, Vo.23, No.3, Pharmaceutical Society of Japan, March 1, 2000, pp.368-370. ISSN 0918-6158.
- 山田俊博ほか稿「PCR法を用いたTTウイルスDNAの同定と遺伝子型判定の検討」『医学検査』49巻6号、日本臨床衛生検査技師会、2000年6月25日、956-960頁。ISSN 0915-8669.
- 山田俊博・内藤博敬・森田全稿「C型慢性肝炎患者のインターフェロンβ療法におけるTT virus重感染の影響」『感染症学雑誌』76巻9号、日本感染症学会、2002年9月20日、747-753頁。ISSN 0387-5911.
- Megumi Inayoshi, et al., "Characterization of Ehrlichia Species from Ixodes ovatus Ticks at the Foot of Mt. Fuji, Japan", Microbiology and Immunology, Vol.48, No.10, Center for Academic Pub, October 20, 2004, pp.737-745. ISSN 0385-5600.
- Hirotaka Naitou, et al., "Molecular Identification of Ehrlichia Species and 'Candidatus Neoehrlichia mikurensis' from Ticks and Wild Rodents in Shizuoka and Nagano Prefectures, Japan", Microbiology and Immunology, Vol.50, No.1, Center for Academic Pub, anuary 20, 2006, pp.45-51. ISSN 0385-5600.
- 内藤博敬・大橋典男稿「蛍光ディファレンスゲル二次元電気泳動（2D-DIGE）法を用いた細胞内寄生性新興感染症起因細菌の宿主応答解析」『生物物理化学』50巻3号、日本電気泳動学会、2006年9月15日、201-210頁。ISSN 0031-9082.
- 大橋典男ほか稿「我が国におけるAnaplasma phagocytophilumのp44/msp2相同性外被膜蛋白遺伝子群の解析」『日本細菌学雑誌』62巻1号、2007年2月25日、72頁。ISSN 0021-4930.
- 林豪士ほか稿「対数増殖後期に発現が増大するLegionella pneumophila仮想蛋白質の機能解析」『日本細菌学雑誌』62巻1号、2007年2月25日、120頁。ISSN 0021-4930.
- 雨谷敬史ほか稿「夏休み親子環境教室」『静岡県立大学環境科学研究所年報』2006年版、静岡県立大学環境科学研究所、2007年3月24日、41-44頁。NCID AA12147238
- 坂田昌弘ほか稿「研究所一般公開」『静岡県立大学環境科学研究所年報』2006年版、静岡県立大学環境科学研究所、2007年3月24日、49-61頁。NCID AA12147238
- Yousuke Kinoshita, et al., "Proteomic Studies on Protein Oxidation in Bonito (Katsuwonus pelamis) Muscle", Food Science and Technology Research, Vol.13, No.2, Japanese Society for Food Science and Technology, May 1, 2007, pp.133-138. ISSN 1344-6606.
- 加藤綾子ほか稿「ストレス負荷と食肉酵素分解物摂取による血清タンパク質の変動に関する研究」『食肉の科学』48巻1号、日本食肉研究会、2007年6月30日、151-155頁。ISSN 0916-7366.
- Yasufumi Katanasaka, et al., "Proteomic Characterization of Angiogenic Endothelial Cells Stimulated with Cancer Cell-Conditioned Medium (Molecular and Cell Biology)", Biological & pharmaceutical bulletin, Vo.30, No.12, Pharmaceutical Society of Japan, December 1, 2007, pp.2300-2307. ISSN 0918-6158.
- R Eguchi, et al., "Proteomic analysis of hypoxia-induced tube breakdown of an in vitro capillary model composed of HUVECs -- Potential role of p38-regulated reduction of HSP27.", Proteomics, Vol.8, No.14, July, 2008, pp.2897-2905. ISSN 1615-9853.
- Tomoko Oya-Ito, et al., "Functional analyses of neutrophil-like differentiated cell lines under a hyperglycemic condition.", Molecular Nutrition & Food Research, Vol.52, 2008, pp.360-369. ISSN 1613-4125.
- "Kansai International Airport -- countering A/H1N1 influenza.", Aviation Security International, Vol.15, No.6, Dec., 2009, pp.22-25. ISSN 1352-0148.
- Ayako Kato, et al., "Proteomic Identification of Serum Proteins Associated with Stress-Induced Gastric Ulcers in Fasted Rats", Bioscience, Biotechnology, and Biochemistry, Vo.74, No.4, Japan Society for Bioscience, Biotechnorogy, and Agrochemistry, 2010, pp.812-818. ISSN 0916-8451.
- 内藤博敬作「感染子」『静岡市民文芸』6号、2011年1月31日。
- Watanabe J, et al., "Concurrent sorption of As(V) and Mn(II) during biogenic manganese oxide formation.", Chemical Geology2012, pp.123-128. Vol. 306－307, ISSN 0009-2541.
- Ohsawa F,Kakuta H et al., "Mechanism of RXR partial agonistic action of CBt-PMN and structural development to increase potency.",  J. Med. Chem.2013, pp.1865-1877. Vol. 56, ISSN 0022-2623.
- Naitou H, Tani Y, Nishi S, "Verification of Drainage Sterilization System that Uses Low-Voltage Pulsed Electric Field in a Prawn Farm."  Journal of Agricultural Science and Technology A 2014, pp.189-196. Vol. 4, ISSN 2161-6256.
- 内藤博敬、谷 幸則、西 真吾 稿「ベトナムでのクルマエビ科養殖に用いる海水のオゾン処理効果」 Bull. Med. & Hyg. Ozone Res., Japan  2014 pp.83-87,No.3, ISSN 2186-3784.
- Kawata K et al., "RXR Partial Agonist Produced by Side-Chain Repositioning of Alkoxy RXR Full Agonist Retains Anti-type 2 Diabetes Activity without the Adverse Effects.", J. Med. Chem.2015, pp.912-926. Vol. 58(2), ISSN 0022-2623.
- Naitou H et al., "Effects on livestock caused by heavy metal pollution on the motorization in Mongolia.", The 8 th Asian Automotive Environmental Forum2015年10月2日
- Naitou H., Tani Y., Nishi S. "Seawater treatment for infection risk reduction of aquaculture in Southeast Asia.", 日本リスク研究学会第28回年次大会講演論文集2015, pp.151-152. Vol. 28
- Naitou H., "Consider the food poisoning risk in the stalls as a model case of outbreak of food poisoning that occurred in the Abe River fireworks display.（露店リスク：冷やしキュウリによる集団食中毒は何故起きたのか）", 日本リスク研究学会第28回年次大会講演論文集2015, pp.49-50. Vol. 28
- Naitou H., Tani Y., Hiyoshi- Arai K."Verification of the efficacy of ozonated water in preventing food poisoning from cucumbers." Bull. Med. & Hyg. Ozone Res., Japan  2015 pp.97-104, No.4, ISSN 2186-3784.

### アルバム
- 浅田好未プロデュース、内藤博敬スペシャルアドバイザー『Resonance 心音――胎教音楽』アポロ音楽事務所、2009年11月25日。

## 出演

### テレビ
- 『FNNスーパーニュースアンカー』関西テレビ放送、2009年10月12日。
- 『ニュースウオッチ9』NHK、2012年2月7日。
- 『めざましどようび』フジテレビ、2012年2月11日。
- 『ニュースウオッチ9』NHK、2012年2月14日。
- 『情報プレゼンター とくダネ！』フジテレビ、2013年5月29日。
- 『Mr.サンデー』フジテレビ、2014年1月19日。
- 『SBSイブニングワイド』SBS（静岡放送）、2014年1月27日。
- 『Mr.サンデー』フジテレビ、2014年9月7日。
- 『とびっきり静岡』静岡あさひテレビ、2014年10月2日。
- 『FNN スーパーニュース』フジテレビ、2014年10月3日。
- 『ニノさん』日本テレビ、2015年3月1日。

### ラジオ
- 『ヒトワク』沖縄タイフーンFM、2013年10月11日。
- 『ヘルスケアプランナー 紀々が聴く！』沖縄タイフーンFM、2013年11月11日。
- 『ヘルスケアプランナー 紀々が聴く！』沖縄タイフーンFM、2013年11月25日。

## 関連人物
- 浅田好未
- 大橋典男
- 澤村良二
- 谷幸則
- 森田全